# 1920 في مصر
فيما يلي قوائم الأحداث التي وقعت خلال عام 1920 في جمهورية مصر العربية.

## الأحداث
- 8 مارس - تحرير عقد تأسيس بنك مصر.[1]
- 10 أبريل - توقيع المعاهدة الإنجليزية الإيطالية بشأن مصر.[2]

## مواليد
- 11 فبراير - ميلاد الملك فاروق الأول في القاهرة.[3]

## رياضة
- 18 مارس - تأسيس النادي المصري الرياضي.[4]